# Convento di San Francesco (Lanciano)
Il convento di San Francesco si trova a Lanciano, in provincia di Chieti. Vi alloggiano i frati Minori Conventuali, che gestiscono anche l'adiacente chiesa di San Francesco o del Miracolo Eucaristico. Parte del complesso è adibita ad alloggio dei religiosi, parte è destinata a Casa per ferie San Francesco.

## Storia

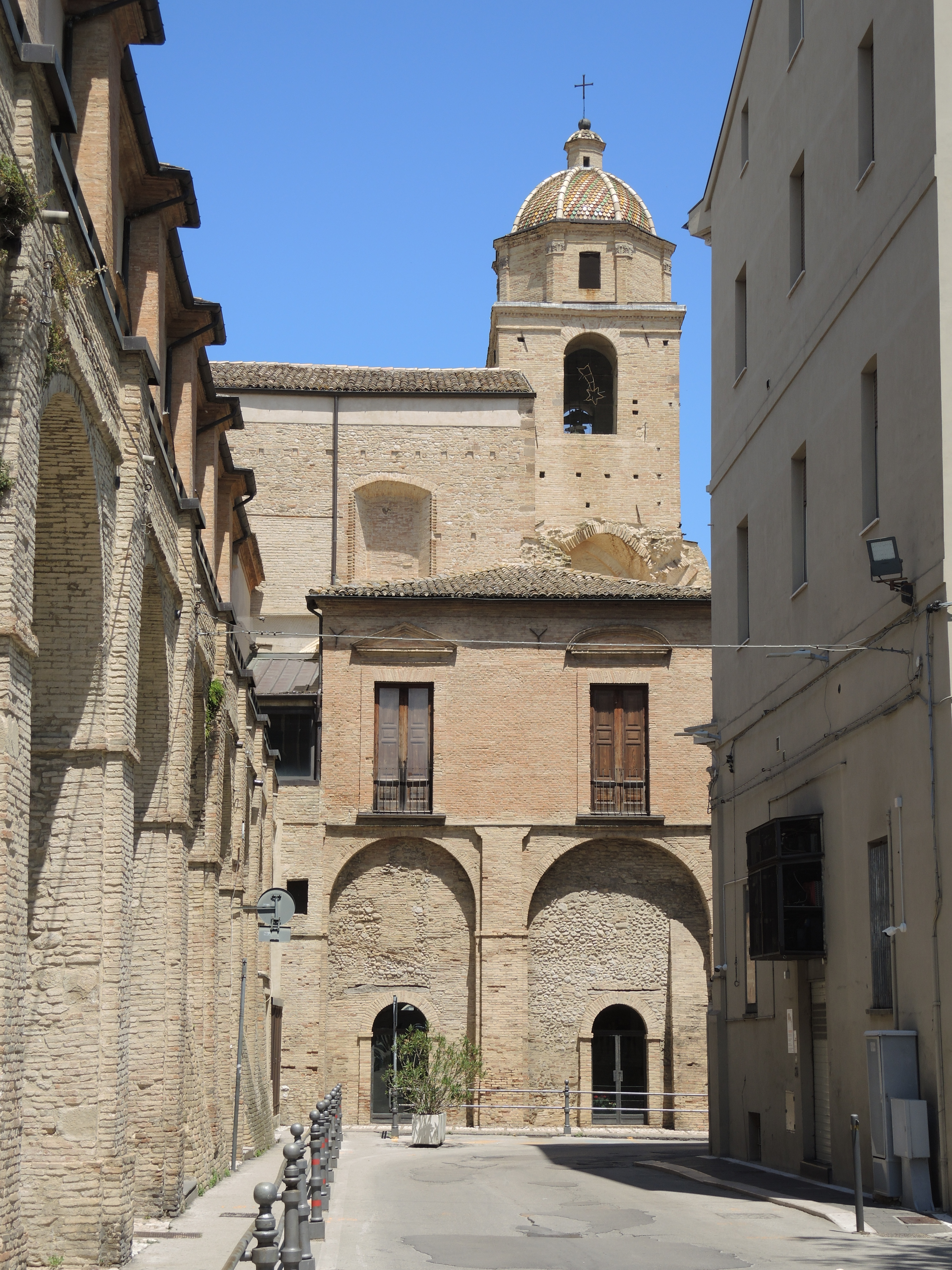
Veduta del convento, da sud

La sua edificazione, come anche quella della chiesa attigua, risale agli anni compresi tra il 1250 e il 1260 sopra un vecchio monastero dei Basiliani, dedicato a San Legonziano, andato poi in gestione ai Benedettini di San Giovanni in Venere.
Nel XVI-XIX secolo il palazzo conventuale ospitò anche l'Universiras ossia il municipio per alcuni parlamenti che tradizionalmente si tenevano presso il chiostro. 
I frati francescani vi si stabilirono di nuovo, dopo la cacciata nel 1799, nei primi anni dell'Ottocento. Con l'avvento delle Leggi napoleoniche, nel 1809 i religiosi furono costretti a lasciare la chiesa e il convento, che passò allo Stato e successivamente al Comune. Divenne prima sede del Quartiere Militare per la truppa francese, poi, nel 1812, di un Reggimento di Fanteria Tedesca. Dopo aver effettuato un radicale restauro dell'edificio, nel 1825 in sindaco Don Michele De Giorgio adibì il convento a municipio, con i relativi uffici della Conciliazione, della Pubblica Beneficenza, del Registro e del Bollo. I vari locali furono adibito a magazzini. Nel 1832 in occasione della visita di Ferdinando II venne allestita un'ampia sala da ballo in cui si festeggiò il re. Dal 1862 l'edificio divenne sede del tribunale, il municipio fu spostato nella nuova sede di piazza Plebiscito. La sua ultima destinazione comunale fu quello di scuola media, intitolata a Gabriele D'Annunzio, successivamente spostata nel quartiere periferico 167. Nel 1997 l'intero complesso tornò ai frati Minori Conventuali con atto ufficiale di retrocessione.

## Descrizione

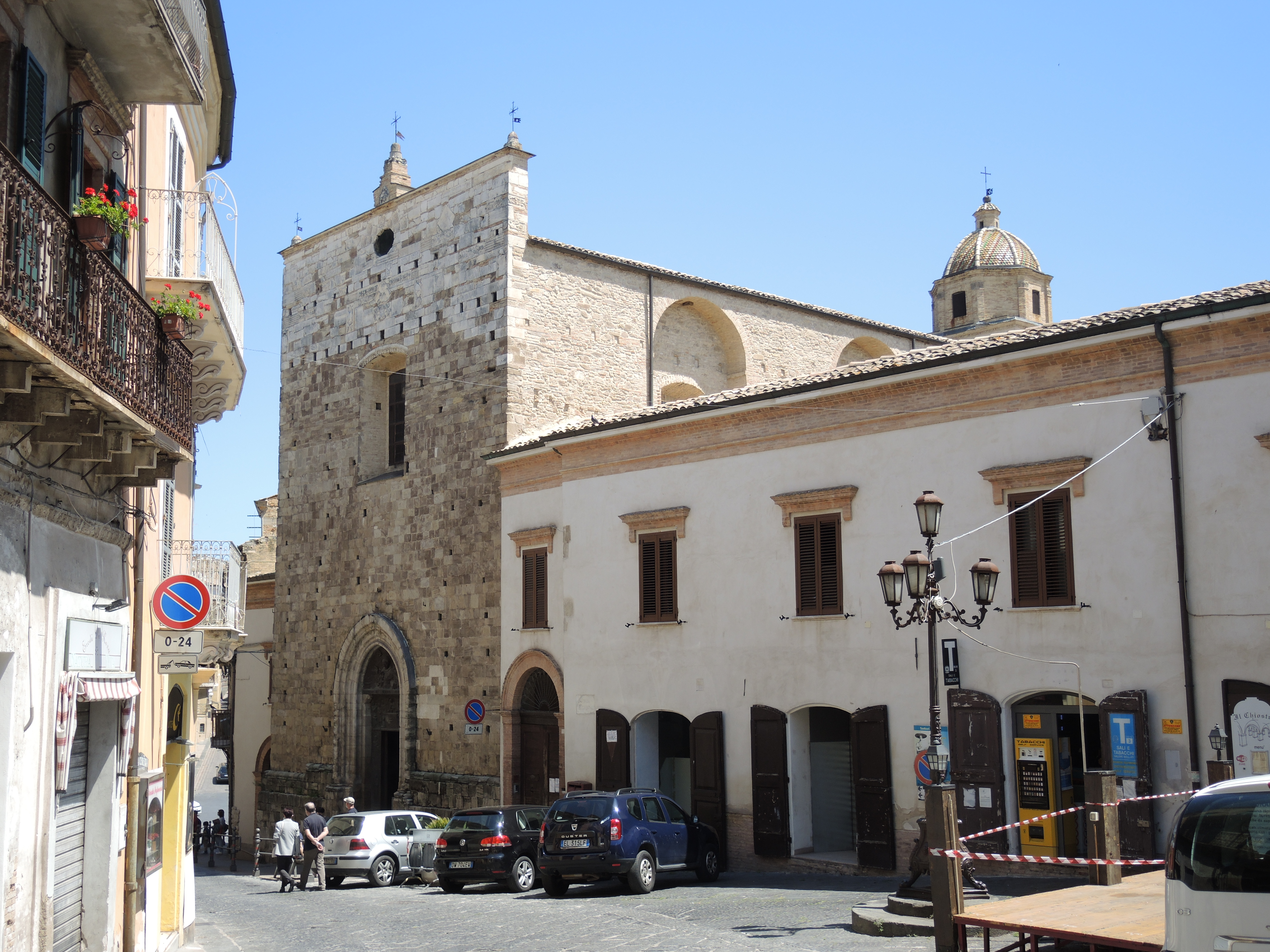
Corso Roma, la chiesa e l'accesso al convento

Importanti interventi di restauro sono stati operati in occasione del Giubileo del 2000, che hanno inoltre portato alla luce numerosi reperti archeologici, come un percorso sotterraneo la piazza Plebiscito, che dal ponte di Diocleziano conduce agli ambienti di San Legonziano (l'antico convento basiliano dove avvenne il Miracolo) e al santuario del Miracolo Eucaristico, attraversando i resti di Santa Maria in Platea o dell'Annunziata, sostituita dall'attuale cattedrale. È affiorato inoltre un ambiente alla base del campanile, ornato da affreschi di un'apocalisse apocrifa, datati 16 maggio 1515.

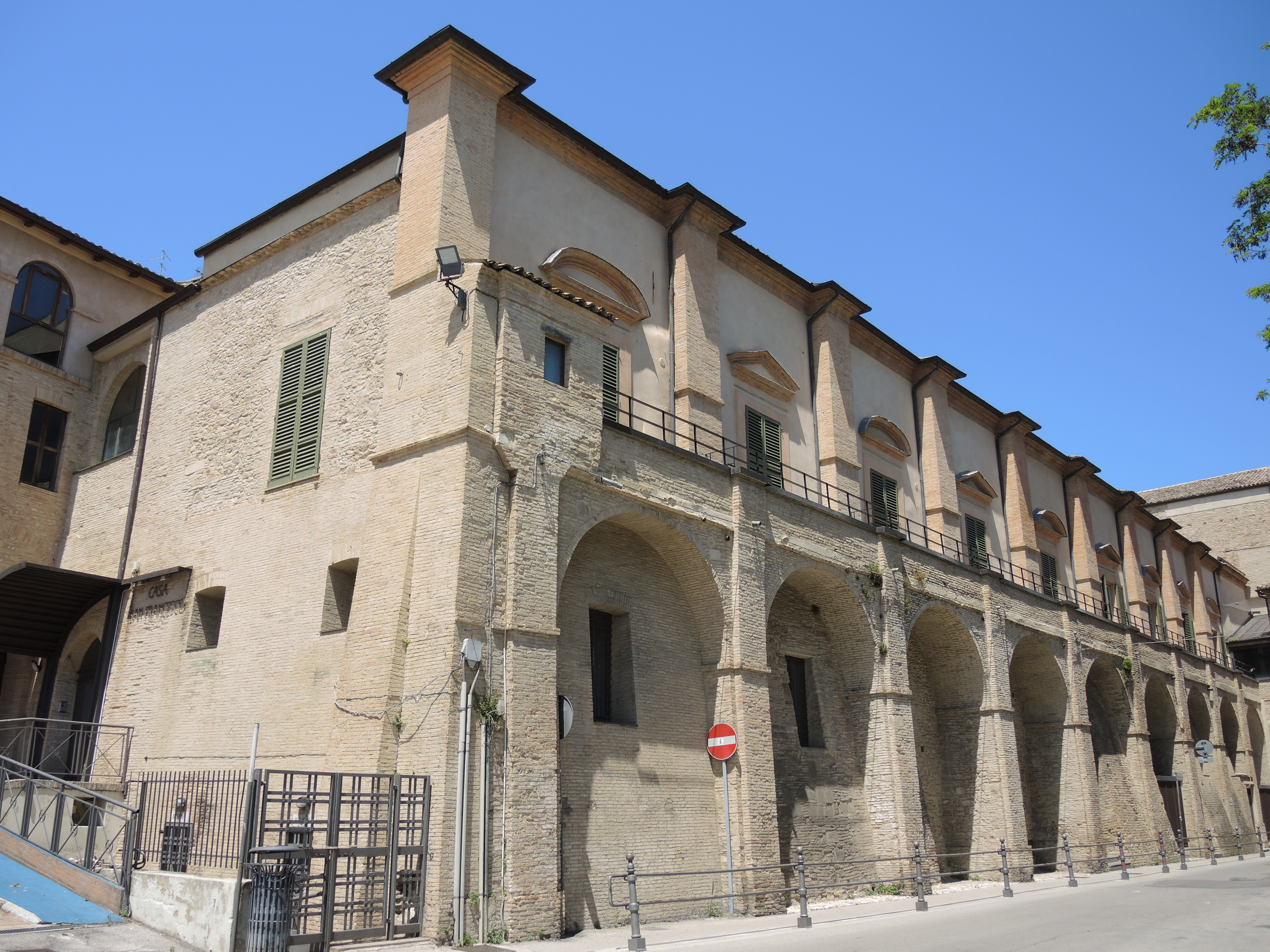
Retro del convento di San Francesco, su piazza D'Amico

Il convento ha la facciata accessibile da via dei Tribunali, accanto alla chiesa, è collegato con un cordone di case (tra queste c'è quella del pittore ottocentesco Giuseppe Palizzi) alla vecchia cappella di San Giuseppe o San Filippo Neri e al tratto di mura di Porta Sant'Angelo; l'altra parte, più interessante dal punto di vista architettonico, si affaccia su piazza D'Amico e via Monsignor Tesauri; la piazza è frutto di un riempimento degli anni '50 di un grande fosso.
La facciata del convento ha l'accesso ad arco a tutto sesto al chiostro quadrato porticato, rifatto  nel XVI secolo, mostra ancora un aspetto rinascimentale manierista, con tracce di affreschi negli spicchi delle campate, la parte centrale ha un pozzo, scavi archeologici del 1993 di Andrea Staffa hanno mostrato la presenza di un ambiente risalente al Neolitico, sopra cui nell'VIII secolo si stabilirono i Basiliani. Dal chiostro si accede al vecchio refettorio, riadattato a sala espositiva di pannelli e reperti della chiesa come ceramiche romane, reliquiari, antifonari e salterii dedicati al Miracolo Eucaristico; scendendo delle scale si accede alla cella dove avvenne il Miracolo, ed a una cappella del XVI secolo, che è stata restaurata dopo che fu adibita a magazzino; la cappella è ricca di affreschi manieristi che mostrano scene dell'Apocalisse di Giovanni; da questa cappella si accede al percorso del Ponte romano di Diocleziano sotto la piazza, attraverso i ruderi della cisterna romana.
La facciata del convento rivolta verso la piazza è settecentesca, con ordine regolare di finestre architravete con timpano curvilineo. Anticamente si riconosceva la cappella di San Giuseppe, con il retro a bastione, la quale possedeva anche una torretta campanaria poi demolita. Parte delle case del vecchio convento nell'800 furono utilizzate per il Tribunale di Lanciano, distaccatosi per la sezione Civile e Penale dal Tribunale di Chieti, poi trasferito in un moderno stabile in piazza della Vittoria a Lanciano.